# Новые правые (Израиль)
Новые правые (ивр. הימין החדש‎ — «ха-Ямин ха-Хадаш») — политическая правая партия Израиля, в которой на равных представлены религиозные сионисты и светские израильтяне. Партия была создана 29 декабря 2018 года, а её учредителями являются Нафтали Беннет и Айелет Шакед, которые объявили о выходе из партии «Еврейский дом» и создании новой партии, в которой председательствовать будет Беннет.

## История
К концу декабря 2018 года Кнессет 20-го созыва был распущен и были объявлены выборы в Кнессет 21-го созыва. Через несколько дней после этого Нафтали Беннет и Айелет Шакед сообщили на пресс-конференции:
Мы потеряли нашу возможность влиять на премьер-министра. Нетаниягу осознал, что религиозный сионизм «находится у него в кармане», и религиозные сионисты всегда придут к нему
Член кнессета Шуламит Муалем объявила, что она тоже покинет партию «Еврейский дом» и вступит в партию «Ха-Ямин ха-Хадаш».
Партия участвовала в выборах в двадцать первый Кнессет. Основатели партии заявили, что это будет правая партия и что между светским и религиозным будет партнерство и паритет.
На выборах 9 апреля 2019 года партия не преодолела процентный барьер.
21 июля 2019 года на совместной пресс-конференции лидеры партии Шакед и Беннет объявили, что Айелет Шакед возглавит партию «Новые правые» на выборах в кнессет 22 созыва.
На выборах в Кнессет 22 созыва 17 сентября 2019 «Новые правые» получили 3 места. Депутатами от партии стали Айелет Шакед, Нафтали Беннет и Матан Каана.

## Принципы и позиция
Принципы партии, изложенные лидером партии Нафтали Беннетом на его странице Facebook:
- Еврейский народ владеет Землёй Израиля. Он и только он имеет право на национальное государство в Эрец-Исраэль.
- Противодействие созданию палестинского государства.
- Вера в экономический либерализм.
- Вера в свободу личности и личную ответственность.
- Все гражданские права для меньшинств.
- Продвижение еврейских традиций и еврейского характера государства без принуждения.
- Противодействие судебному активизму.
- Продвижение индустрии высоких технологий через принцип невмешательства.
- Противодействие государственному регулированию без необходимости.
- Государство должно заботиться о тех, кто не в состоянии позаботиться о себе, при этом те, кто способен работать, должен работать.

### Плоскость политической безопасности
- Что касается определения характера Государства Израиль, то оно гласит: "Израиль является национальным государством еврейского народа, как это определено в Основном законе: нация, выражающая суть сионизма. Мы верим, что определение Израиля как еврейского государства не противоречит его определению как демократического государства. По нашему мнению, это основы, дополняющие друг друга". Платформа подчеркивает, что "Израиль — единственное государство на Ближнем Востоке, предоставляющее полное равенство прав всем своим гражданам, и это правильно", и в отношении израильских арабов: "Мы проявляем решимость против любой субверсивной деятельности, например, северного крыла Исламского движения, наряду с укреплением сил, желающих жить с достоинством в государстве Израиль". Относительно друзов в Израиле говорится: "Друзская община заключила жизненный союз с еврейским народом. Члены общины отдали свои жизни в войнах Израиля, и они — плоть от плоти Государства Израиль. Основатели партии служили рядом с нашими братьями из общины и видят необходимость закрепить их особое положение тех, кто связал себя с государством Израиль"[4].
- "Земля Израиля принадлежит еврейскому народу с времен Танаха, и только на этой земле еврейский народ может существовать и реализовывать своё предназначение"[4].
- "Новые правые" выступают против раздела Иерусалима и совместного суверенитета с любым другим субъектом на любой его части.
- Улучшение международного статуса Израиля "не за счёт уступок и унижений, а путём подчеркивания основополагающего факта: Государство Израиль — это остров демократии и свободы в океане тоталитарных арабских режимов. Государство Израиль является передовой базой западного мира против джихадистского наступления. Земля Израиля принадлежит еврейскому народу с времен Танаха, и только на этой земле еврейский народ может существовать и реализовывать своё предназначение"[4].
- Твёрдая политика против "провокаций врага и насилия со стороны врага против Государства Израиль и его граждан". Действия против усиления врага и строительства его силы за пределами границ.
- Противодействие освобождению террористов.
- Ужесточение наказания для террористов и их пособников: отмена выплат, быстрый снос домов террористов и создание минимальных условий содержания в заключении.
- "Мы стремимся к истинному миру. Мир, основанный на осознании нашими врагами, что Государство Израиль будет существовать здесь навсегда, и на пересечении политических, безопасностных, технологических и других интересов. Поэтому мы должны проявлять терпение, решимость и настойчивость в борьбе, наряду с укреплением экономического, безопасностного, политического и морального статуса Государства Израиль"[4].
- Защита солдат ЦАХАЛа и борьба с организациями, очерняющими Израиль и ЦАХАЛ.
- Поддержка плана деэскалации Беннета[5] и аннексия территорий С для включения в суверенитет Израиля. В территориях А и В будет предоставлена ограниченная автономия палестинцам без военных сил и при израильском контроле над границами.
- Поддержка поселений в Иудее и Самарии, а также строительства там и в Иерусалиме. Принятие доклада Эдмунда Леви и уравнивание законодательства Иудеи и Самарии и остального Израиля.

## Результаты на выборах в кнессет
| Выборы        | Лидер                      | Голосов                 | %                       | Мест     | +/– | Статус           |
| ------------- | -------------------------- | ----------------------- | ----------------------- | -------- | --- | ---------------- |
| Апрель 2019   | Нафтали Бенет              | 138 598                 | 3,22%                   | 0 из 120 | ▼3  | Внепарламентская |
| Сентябрь 2019 | Аелет Шакед (лидер списка) | В составе блока «Ямина» | В составе блока «Ямина» | 3 из 120 | ▲3  | Досрочные выборы |
| 2020          | Нафтали Бенет              | В составе блока «Ямина» | В составе блока «Ямина» | 3 из 120 | ▬0  | Оппозиция        |
| 2021          | Нафтали Бенет              | 273 836                 | 6,21%                   | 7 из 120 | ▲4  | Коалиция         |
| 2022          | TBD                        | TBD                     | TBD                     | 0 из 120 | TBD | Внепарламентская |

### Комментарии
1. ↑  совместно с партиями Еврейский дом и Ихуд леуми
2. ↑  совместно с партиями Еврейский дом и Ихуд леуми